# TV União (Fortaleza)
A TV União é uma estação de televisão comercial brasileira de Fortaleza, capital do estado do Ceará, transmitida no canal virtual 17.1. Pertencente ao empresário José Alberto Bardawil, é a geradora da Rede União, rede inter-regional presente em outras três capitais. Seus estúdios e transmissores estão localizados no bairro Aldeota.
Sua concessão foi adquirida por Bardawil em 1997, quando ele também inaugurou a Rede Brasiliense de Comunicação (RBC) em Brasília, além de já deter há nove anos a TV União em Rio Branco, no Acre. Ele planejava assim criar uma rede nacional com presença em outros estados do Brasil. Inaugurada em 2001, a estação de Fortaleza tornou-se a matriz da Rede União, inicialmente formada pelas outras duas emissoras — embora a RBC, renomeada para TV União, fosse afiliada a outras redes.
Em seus dois primeiros anos a TV União apenas exibia videoclipes musicais em sua programação, até que em 2002 o jornalista Pompeu Vasconcelos assumiu sua superintendência e, após promover um concurso para selecionar VJs, concebeu a partir de 2003 uma grade voltada ao público jovem. Em 2005 a criação do serviço Papo União permitiu ao público o envio de mensagens por telefones celulares que eram exibidas na tela em tempo real. Neste período, também dedicada ao jornalismo, a estação enfrentou represálias por conta de denúncias em reportagens.
A partir de 2010 a TV União reduziu os horários destinados ao público jovem e ampliou os de noticiários. No decorrer dos anos vieram à tona atrasos nos pagamentos de funcionários, contratados e demitidos, e substituição de profissionais por estagiários no jornalismo em virtude da falta de condições financeiras da estação. Em 2025 foi firmada uma parceria com o projeto multimídia Rede Mult, que produzirá novos formatos de programas para a sua grade.

## História
Em 1988 o empresário José Alberto Bardawil, nascido em Fortaleza, no Ceará, adquiriu uma licença para transmissão de televisão em sinal aberto em Rio Branco, no Acre, inaugurando em agosto a TV União, que afiliou-se à Rede Bandeirantes (Band). Por volta de outubro de 1997 Bardawil lançou outra estação, a Rede Brasiliense de Comunicação, em Brasília, no Distrito Federal, que contava com programação dedicada a noticiários e videoclipes de shows. Posteriormente foi renomeada para TV União e afiliou-se à TV Cultura e à RedeTV!.
Naquele período Bardawil planejava formar uma rede nacional com presença em outros estados obtendo outorgas através de sociedades com artistas. Em Fortaleza, onde seu sócio foi o cantor Raimundo Fagner, recebeu no fim de 1997 a concessão do canal 17 UHF, disputada com outros quatro grupos de comunicação, entre os quais o Sistema Verdes Mares. Assim, em novembro de 2000 a TV União deixou de retransmitir a programação da Band no Acre e tornou-se independente, e em 2001 a filial da capital cearense foi inaugurada e alçada à matriz da Rede União.
Até 2002 a TV União em Fortaleza dedicava sua programação integralmente à exibição de videoclipes, tendo chegado a abrir horários para programas arrendados, em julho, e a veicular matérias sobre o universo artístico na capital cearense em forma de inserts apresentadas por Karine Alexandrino, a primeira VJ da estação, convidada pelo seu trabalho como atriz, cantora e colunista. Em setembro o jornalista Pompeu Vasconcelos assumiu sua superintendência, marcando o início de uma fase de mudanças.
No começo de 2003 a TV União promoveu um concurso para selecionar uma moça e um rapaz VJs, que seriam seus apresentadores e cobririam, respectivamente, eventos da cena local e esportes. O concurso recebeu a inscrição de 1 800 mulheres e 950 homens, tendo sido selecionadas 26 pessoas para a etapa final em parceria com a agência de modelos Villa. Anunciados na noite de 5 de abril em uma festa na Boate Abolição, no bairro Meireles, para um corpo de jurados formado por jornalistas, maquiadores, cabeleireiros, consultores de moda e diretores da estação, os VJs escolhidos foram a modelo Natália Nara e o estudante Dan Viana.
A partir de junho a TV União estreou sua nova programação para o público jovem, com quatorze atrações voltadas à cultura artística e ao jornalismo mescladas às sequências de videoclipes. A Natália e Dan, que assumiram a apresentação do programa Da Hora, voltado a assuntos diversos, juntaram-se VJs como Anderson Marçal, Fernanda Costa e Rodrigo Vargas. Karine seguiu na estação comandando o Liquidificador, cujo projeto foi baseado em seus inserts e apresentado por ela à direção no mesmo ano. Nesta fase foram lançados também programas como Salada Mixta, que cedia oportunidade para diversas pessoas o apresentarem, Tantos Talentos, destinado a artistas do Nordeste brasileiro, e Tribos, por onde passavam cantores e bandas de diferentes gêneros, além de atrações como Clube Pop e Top Mais, onde o público solicitava a exibição de clipes.
Em 2004 uma pesquisa do instituto Marplan referente ao período entre abril e junho indicou uma audiência de 25% para a TV União entre o público de dez a 24 anos em Fortaleza, o que a deixou na terceira colocação atrás da TV Verdes Mares e da TV Jangadeiro.

Mensagens enviadas ao Papo União durante a exibição do programa Matina em 2008

Por volta do início de 2005 o sinal da TV União foi carregado no satélite NSS-806, com cobertura para todo o continente americano e parte da Europa, viabilizando a expansão da Rede União pelo Brasil. Em março daquele ano, para aumentar sua receita comercial, implantou em parceria com a operadora Oi o Papo União, serviço de envio de mensagens por telefones celulares exibidas na programação ocupando parte da tela, possibilitando a interação entre os telespectadores. Em troca, a estação recebia da Oi um percentual de participação por cada mensagem. A partir de maio, quando o sistema sofreu duas quedas devido ao volume de mensagens, a parceria foi estendida para outras operadoras, como TIM, Vivo, Claro e Telemig. O serviço foi descontinuado nos anos 2010.
Em entrevista à revista Meio & Mensagem em 2007, o diretor-geral da estação Cláudio Pinto da Silva afirmou que o Papo União chegava a receber quatro milhões de mensagens por mês e representava 50–60% da receita comercial da estação, enquanto o restante dos valores provinha das propagandas comerciais nos intervalos.
Em setembro de 2007 a TV União inaugurou um novo estúdio, com 150 metros quadrados, que recebeu um investimento de cem mil reais. Posteriormente foi adquirida uma nova mesa digital para substituir o trânsito de fitas. No fim daquele ano a estação realizou alterações na programação, adicionando programas sobre sustentabilidade, esporte, culinária e arte digital, para estender sua audiência a telespectadores com até quarenta anos; em meio às reformulações, o Da Hora, agora comandado por Rodrigo Vargas, passou a abordar discussões de temas diversos. Também naquele período seu sinal passou a ser retransmitido em outras partes do país pela Rede Brasil de Televisão. Em 13 de novembro de 2009 produções do canal Esporte Interativo estrearam na sua grade, com exibição de segunda a sexta-feira, entre 19h15 e 22h. A parceria foi encerrada meses depois.
Por volta de 2010 a programação da TV União passou por reformulações que ocasionaram a retirada de atrações de entretenimento do ar e destinaram novos horários a noticiários; uma das alterações foi a do Da Hora, que voltou-se a debates políticos. No mesmo ano lançou sua transmissão no sinal digital através do canal físico 18 UHF, com programação no virtual 17.1. Em 2014 o Programa da Babalu, apresentado pela personagem do humorista Amadeu Maya na estação, foi finalista na categoria de programa de televisão da premiação Shorty Awards, dos Estados Unidos. Em 2016 promoveu o reality show A Chance para selecionar três novos apresentadores. Anunciados em setembro, os vencedores foram Cristina Dutra, Lucas Vieira e Naiara Barroso, que ganharam também hospedagem por um fim de semana no Coliseum Beach Hotel, em Beberibe, na Grande Fortaleza. No ano seguinte, bem como outras emissoras de Fortaleza, encerrou sua operação no sinal analógico pelo canal 17 UHF.
Em 2025 a TV União passará por um reposicionamento de marca liderado por Vannessa Lourenço na sua direção de marketing. Em parceria Rede Mult, um projeto de conteúdo multimídia na Internet, a estação reformulará sua programação, com novos formatos, linha editorial e identidade visual criada pela Agência Fronteira.

## Controvérsias

### Denúncias em reportagens
Na noite de 10 de junho de 2004 a sede da TV União, no bairro Aldeota, sofreu um atentado a tiros, disparados por um homem de um automóvel importado e que atingiram a vidraça, as paredes da fachada, a portaria e a sala de Bardawil. Seu diretor de jornalismo Norton Lima Jr. não quis, a princípio, relacionar o ataque a uma agressão sofrida por ele no dia anterior em um restaurante no Shopping Center Iguatemi por Estácio Brígido, irmão do publicitário Maninho Brígido, proprietário da agência Novo Tempo Propaganda e Publicidade, responsável pela campanha do governo estadual Ceará Doa o Troco, destinada à arrecadação de fundos para entidades assistenciais de Fortaleza, em especial o Instituto do Câncer do Ceará, mediante a doação de centavos remanescentes nas contas dos consumidores da Companhia de Água e Esgoto do Ceará. A campanha foi denunciada por Norton em três reportagens na estação devido a uma suposta apropriação de quatrocentos mil reais das contas.
Após haver sido processada por Maninho e sua agência, que alegaram conteúdo ofensivo nas reportagens, a TV União foi condenada pela 19.ª Vara Cível de Fortaleza a indenizá-los em seiscentos mil reais, reduzidos para 250 mil após o Tribunal de Justiça do Estado do Ceará (TJ-CE) julgar apelação. No início de 2015 a ministra do Supremo Tribunal Federal Rosa Weber concedeu liminar para suspender a decisão do TJ-CE depois de a estação apresentar reclamação com base na não recepção pela Constituição de 1988 da antiga lei de imprensa, que regulava "a liberdade de manifestação do pensamento e de informação".
Ainda em junho de 2004 Bardawil e o ex-governador do Ceará e então senador Tasso Jereissati discutiram no Congresso Nacional por conta da exibição de reportagens atribuindo prejuízos no Banco do Nordeste e no Banco do Estado do Ceará ao político. O caso foi registrado em cartório como agressão.
Em 3 de outubro do mesmo ano, data do primeiro turno da eleição municipal em Fortaleza, a TV União teve sua programação suspensa por três horas, entre 16h20 e 19h20, por determinação da juíza da 94.ª zona eleitoral Maria Estela Aragão Brilhante em atendimento a uma reclamação da coligação Experiência Comprovada, do candidato a prefeito Antônio Cambraia, aliado do governador Lúcio Alcântara, que solicitou também a não exibição de uma matéria sobre um corte de verbas para creches do governo estadual. Seu diretor de jornalismo Celso Neto afirmou, em matéria do Diário do Nordeste, que aquela era a quarta reportagem que a coligação havia conseguido retirar do ar.

### Dívidas trabalhistas
Em janeiro de 2019 o Sindicato dos Jornalistas no Ceará (Sindjorce) noticiou que a TV União não havia pago o décimo terceiro salário e a remuneração de dezembro de 2018 de 35 funcionários, que vinham recebendo apenas vale-transporte e, após uma reclamação, quinhentos reais de adiantamento das remunerações, além de estar em débito com verbas rescisórias de cerca de dez trabalhadores, entre jornalistas e radialistas, recém-demitidos. A estação também estava burlando a Convenção Coletiva de Trabalho, celebrada entre jornalistas e o setor de mídia eletrônica, que determina as homologações de profissionais junto ao Sindjorce. Funcionários afirmaram ao sindicato que os diretores da estação alegaram falta de recursos para quitarem os benefícios trabalhistas e que a produção de jornalismo contava somente com estagiários, ao invés de profissionais.
Diante dos atrasos dos pagamentos, o Sindjorce e a Central Única dos Trabalhadores no Ceará realizaram em fevereiro um protesto em frente à sede da TV União, que contou com a participação de representantes do Sindicato das Indústrias de Fiação e Tecelagem em Geral no Estado do Ceará e da Unidade Classista do Sindicato da Indústria da Construção Civil do Ceará. Àquela altura os empregados que permaneceram também não haviam recebido os proventos de janeiro.